# Kożanowka (obwód kurski)
Kożanowka (ros. Кожановка) – wieś (ros. деревня, trb. dieriewnia) w zachodniej Rosji, w sielsowiecie pietrowskim rejonu chomutowskiego w obwodzie kurskim.

## Geografia
Miejscowość położona jest nad rzeką Kisielewka, 5,5 km od centrum administracyjnego sielsowietu pietrowskiego (Pody), 11 km od centrum administracyjnego rejonu (Chomutowka), 104 km od Kurska.
W granicach miejscowości znajdują się 24 posesje.

## Historia
Do czasu reformy administracyjnej w roku 2010 wieś Kożanowka wchodziła w skład sielsowietu podowskiego. W tymże roku doszło do włączenia sielsowietów podowskiego i ługowskiego w sielsowiet pietrowski, a nowym centrum administracyjnym stały się Pody.

## Demografia
W 2010 r. miejscowość zamieszkiwały 3 osoby.